# Norman Robert Foster
Norman Robert Foster, Baron Foster of Thames Bank (Manchester, 1. lipnja 1935.), jedan od najplodnijih britanskih arhitekata i jedan od najznačajnijih autora suvremenih djela moderne arhitekture. Dopisni član HAZU.

## Životopis
Norman Foster je rođen u gradiću Stockportu u manchesterskoj grofoviji i odrastao je u radničkoj obitelji. Još kao mladić pokazao je zanimanje za dizajn i inženjerstvo, a godine proučavanja i crtanja manchesterske arhitekture dok je radio kao činovnik u gradskoj vijećnici ponukale su ga da studira arhitekturu. Prije no što se uspio upisati na Fakultet arhitekture Manchesterskog sveučilišta zahvaljujući svojoj prezentacijskoj mapi, stažirao je u uredu lokalnog arhitekta gdje je nastavio raditi dok je studirao. 1961. godine diplomirao je na
Fakultetu arhitekture i urbanizma Sveučilišta u Manchesteru (Manchester University School
of Architecture and City Planning). Nakon toga otišao je na dodatno akademsko usavršavanje na Arhitektonskom fakultetu Sveučilišta Yale (Yale School of
Architecture) u SAD-u.
Nakon diplome, iste godine, uslijedilo je njegovo dodatno akademsko usavršavanje na Arhitektonskom fakultetu Sveučilišta Yale (Yale School of Architecture).Fosterov opus odlikuje izuzetno širok spektar radova –  od stadiona,  poslovnih objekata, nebodera i zračnih luka do urbanističkih planova i futurističkih prijedloga. U svojim projektima beskompromisno primjenjuje najsuvremenije oblikovne paradigme te nove rezultate znanosti i tehnologije.  Foster ima vodeću ulogu u svjetskim razmjerima.  To pokazuju njegovi projekti za megakompleks za američki Apple ili čak cijeli 'pametni grad' Masdar koji bi bio potpuno fokusiran na održivost u svakoj komponenti urbanog funkcioniranja. Posljednja u nizu futurističkih ideja, ali temeljenih na realnim postavkama koje bi zaista omogućile realizaciju takvih projekata, jest prijedlog za izgradnju nastambi na Mjesecu pomoću tehnologije 3D printanja.Pomicanje granica arhitekture osobina je Fosterove prisutnosti od samih početaka međunarodne afirmacije, kad 90-ih gradi najviši europski toranj u Frankfurtu ili kad u Kini ostvaruje najveći svjetski terminal zračne luke. Upravo su zračne luke za Fostera jedan od ključnih elemenata opusa, projektirao ih je po cijelom svijetu, od Kine i Hong Konga sve do nedavnog projekta za novi aerodrom u Mexico Cityju. Danas se sve više govori o potrebi za dodatno osviještenim pristupima gradovima i baštini. U tom području Foster je pokazao izuzetne sposobnosti u 'najarhitektonskijem' gradu svijeta – New York Cityju. Remek-djelo visoke izgradnje –Hearst Tower– podignut je 2006. na povijesnoj zgradi koja je u podnožju objekta potpuno sačuvana te je svojevrsna baza cijeloga sklopa. Uz američki primjer, istaknuo se u svojoj rodnoj Britaniji i impresivnom konstrukcijom za natkrivanje i uređenje unutarnjega velikog predvorja postojećeg Britanskog muzeja u Londonu, a već prije toga i interpretacijom kupole na berlinskom Reichstagu, što su svjetski primjeri respektabilne interpolacije novog u staro.Poseban trag Foster je ostavio u Londonu, gdje su izvedena još neka od njegovih kapitalnih djela, te je njegov ured već treću godinu zaredom izabran kao najvažniji projektni ured u Velikoj Britaniji. Primio je brojne nagrade, pa mu je 1999. godine dodijeljena titula Lorda, što je jedno od najvećih priznanja i počasti Ujedinjenoga Kraljevstva.
Po povratku, 1963. godine, osnovao je ured Team 4, koji će naposljetku postati slavna tvrtka Fosters + Partners. Njegov prijelomni uspjeh bio je provokativni projekt Zgrade Willis u Ipswichu, monumentalne građevine eksperimentalnih konstrukcija i novih materijala, izgrađene 1975. godine. U tom duhu je u svojim projektima nastavio kombinirati elemente visoke industrije i tehnologija, te se smatra jednim od pionira High-tech arhitekture.
1990. godine Norman Foster je proglašen vitezom na ceremoniji kraljičinog rođendana, a 1999. godine je počašćen titulom životnog plemstva, postavši Lord Foster of Thames Bank. Od 2016. godine dopisni je član HAZU.

## Nagrade
Dobitnik je brojnih nagrada od kojih se ističu Zlatna medalja AIA 1994., Pritzkerova nagrada (koju mnogi smatraju „Nobelovom nagradom za arhitekturu”) 1999., Nagrada princa Asturije za umjetnost 2009. god., te britanska Stirling nagrada za arhitekturu (koju je osvojio dva puta, 1998. i 2004.).

## Djela
Tijekom protekla četiri desetljeća tvrtka Foster + Partners je bila odgovorna za izrazito širok raspon radova, od urbanističkih planova, javne infrastrukture, zračnih luka, gradskih i kulturnih objekata, ureda, privatnih kuća i dizajna proizvoda.
Foster je stekao međunarodni ugled raznolikim projektima kao što su: kupola Reichstaga u Berlinu, Internacionalna zračna luka Chek Lap Kok i Zgrada HSBC u Hong Kongu i Šangajska banka, Sjedište Commerzbank u Frankfurtu, Sjedište tvrtke Willis Faber & Dumas u Ipswichu i Centar za likovne umjetnosti "Sainsbury" u Norwichu. Od svog osnutka, Foster + Partners osvojio je više od 400 nagrada i certifikata izvrsnosti, te pobijedio na brojnim međunarodnim i nacionalnim natječajima.
Danas nastavlja kombinirati komplicirane kompjuterske sustave s osnovnim zakonima fizike stvarajući inteligentna i učinkovita rješenja poput sjedišta Swiss Re u Londonu, zgrade 30 St Mary Axe (nadimka Gherkin, krastavac) iz 2004. god. Ona je ekološki učinkovita i štedi do 40% energije godišnje, što je maksimum ostvaren na građevini te veličine u svijetu.

### Kronološki popis značajnijih djela
- Sjedište tvrtke Willis Faber & Dumas u Ipswichu, UK (1975.)
- Zgrada HSBC u Hong Kongu, Kina (1983. – 85.)
- Londonska zračna luka Stansted, London, UK (1981. – 91.)
- Commerzbank toranj, Frankfurt, Njemačka (1994. – 97.)
- Internacionalna zračna luka Hong Konga, Chek Lap Kok (1998.)
- Kupola Reichstaga u Berlinu, Njemačka (1995. – 99.)
- Obnova British Museum, London (1997. – 2000.)
- Milenijumski most, London (2000.)
- Centar Al Faisaliyah, Rijad, Saudijska Arabija (1998. – 2001.)
- HSBC Tower, London (1999. – 2002.)
- Gradska vijećnica u Londonu (2000. – 02.)
- Millau vijadukt, Francuska (2000. – 04.)
- 30 St Mary Axe, London (2004.)
- Krov Glavnog željezničkog kolodvora u Dresdenu, Njemačka (2001. – 06.)
- Hearst Tower, New York, SAD (2003. – 06.)
- Wembley Stadium, London  (2002. – 07.)
- Torre Caja Madrid, Španjolska (2004. – 08.)
- Tivoli Hotel, Kopenhagen (2010.)
- Kanov šator, Astana, Kazahstan (2010.)
- The Bow, Calgary, Kanada (2012.)
- Masdar (plan grada), Abu Dabi, UAE (2007. – 2023.)
- Russia Tower, Moskva, Rusija (započet 2008.)
- Kristalni otok, Moskva (odgođena izgradnja 2009.)
- 200 Greenwich Street, plan obnove zgrade World Trade Center u New Yorku (u izgradnji)
- Muzej zrakoplovstva, Getafe, Španjolska (u procesu dogovora)

- Commerzbank toranj, Frankfurt (1994.-97.)
- British Museum, London (1997. – 2000.)
- Milenijumski most, London (2000.)
- HSBC Tower, London (1999. – 2002.)
- Gradska vijećnica u Londonu (2002.)
- Hearst Tower, New York (2003.-06.)
- Torre Caja Madrid (2004.-08.)
- The Bow, Calgary (2012.)

## Vanjske poveznice
- (engl.) Foster + Partners, službene stranice
- (engl.) Norman Foster Pritzker Architecture Prize Laureate  Arhivirana inačica izvorne stranice od 19. listopada 2008. (Wayback Machine)
- (engl.) Norman Foster na archINFORM